# Prise et démolition des forts marseillais
La prise et démolition des forts marseillais, aussi désignée comme la prise et démolition des « Bastilles marseillaises », est un événement de la Révolution française survenu à Marseille entre le 29 avril et le 30 mai 1790.
Après que cinquante gardes nationaux ont, au matin du 30 avril, occupé le fort Notre-Dame de la Garde qui domine la cité, la foule révolutionnaire, appuyée par la municipalité, décide dans la journée du 30 avril d'investir le fort Saint-Nicolas et le fort Saint-Jean qui gardent l'entrée du port de Marseille. Ces occupations se déroulent dans le calme, sauf au fort Saint-Jean où le major de Beausset est massacré par la foule le 1er mai.
La démolition des forts Saint-Nicolas et Saint-Jean, entreprise dans la nuit du 17 au 18 mai, est finalement interrompue le 30 mai.

## Contexte: la situation à Marseille avant la prise des forts
La prise des forts marseillais intervient alors que le mouvement patriote s'est réorganisé autour de la commune, de la garde nationale et de la  société patriotique des amis de la Constitution, après une période difficile dominée par l'affaire de la Tourette. La situation reste toutefois très tendue, car la population craint une conspiration armée des riches et des nobles, visant à revenir sur les conquêtes arrachées à l’aristocratie par la Révolution. Des nouvelles alarmantes circulent sur la mobilisation de troupes en Espagne, au Piémont, en Savoie ou à Nice, laissant penser que la conspiration pourrait compter sur l'appui militaire des États étrangers.
Dans ce contexte, l'armement des forts et la présence de troupes régulières dans ces forts et à Arenc constituent aux yeux des citoyens politisés de Marseille un danger permanent pour le camp révolutionnaire. D'ailleurs, dès le 23 juillet 1789, les jeunes patriotes marseillais, réunis à la guinguette d'Arquier aux allées de Meilhan, et encouragés par les nouvelles venant de Paris, avaient demandé que les canons des forts « qui semblent menacer la ville » soient déplacés et que les « troupes réglées soient renvoyées hors du territoire ». Barbaroux avait été délégué pour porter ces vœux au comte de Caraman, gouverneur militaire de la Provence. Le renvoi des troupes royales était également réclamé par la nouvelle municipalité. Après avoir trouvé un prétexte pour repousser ce renvoi, le ministre de l'intérieur Saint-Priest avait décidé de ne plus répondre aux demandes réitérées de la municipalité marseillaise. Celle-ci décide alors d'adopter une attitude plus ferme en s'adressant le 31 mars directement à l'Assemblée nationale.
Ces mesures s'avèrent efficaces, puisque l'ordre du départ des troupes est finalement donné. Les dragons des régiments du Roi et de Lorraine quittent la ville les 17 et 18 avril, le régiment Royal-La Marine le 21. Néanmoins, même sur ce point, les officiers municipaux n'obtiennent pas une entière satisfaction. En plus du régiment de Vexin, qui caserne dans les forts depuis plus de deux ans, on laisse à Marseille le régiment suisse d'Ernest connu pour son attachement à la monarchie et ses méthodes brutales.
Ce retrait partiel calme d'autant moins les esprits qu'il survient juste après l'affaire du marquis d'Ambert, la fuite du lieutenant général criminel et le refus du marquis de Miran de céder les portes de la ville à la garde nationale. Pour les patriotes avancés, Marseille est devenue un redoutable foyer de contre-révolution. On parle d'immenses provisions de bouche et de munitions de guerre qu'on a entassées dans les forts, d'artilleries augmentées et bien entretenues, braquées contre Marseille.
Le 27 avril 1790, un banquet est organisé aux allées de Meilhan à Marseille en l'honneur de l'abbé de Quinson, prévôt d'Arles, ami de Mirabeau et chargé de l'organisation du département des Bouches-du-Rhône. Le lieu est surmonté du drapeau national portant en lettres d'or la devise « la nation, le roi, la loi » et au revers «la liberté ou la mort». On y porte, pour la première fois à Marseille, le bonnet phrygien, mais on y parle aussi beaucoup de l'occupation des forts.

## Chronologie de la prise des forts marseillais

### La prise du fort de Notre-Dame de la Garde
Le fort de Notre-Dame de la Garde est gardé de manière assez négligée par une garnison composée de cinquante hommes appartenant au régiment de Vexin et de quelques invalides, son accès s'effectuant par un pont levis surveillé pendant la journée par une sentinelle et que l'on lève la nuit. Cela donna l'idée à Nicolas Doinet, mécanicien et sergent de la garde nationale, d’utiliser un stratagème similaire à celui adopté par les ligueurs en 1594 pour envahir le fort. Il en communique le plan à sa hiérarchie qui non seulement l'approuve, mais en décide l'application pour le soir même.
L'opération, exécutée par cinquante gardes nationaux commandés par le lieutenant Pierre Garnier, débute le 30 avril vers trois heures du matin. Après avoir gravi la colline en silence, la petite troupe se met en embuscade autour du fort. Lorsque le jour parait, la garnison, suivant son habitude, baisse le pont-levis et place une sentinelle extérieure. C'est alors que deux gardes nationaux se présentent à l'entrée sous prétexte d'assister à la messe dans la chapelle. On les laisse entrer, ils neutralisent la sentinelle et le reste du détachement peut alors s'engouffrer dans la place dont ils s'emparent d'autant plus facilement que le garde national qui met en joue le commandant de la garnison fait croire à ce dernier qu'ils sont au nombre de deux mille.
Le drapeau tricolore qui remplace sur les remparts l'enseigne royale aux fleurs de lis sert de signal pour avertir la municipalité, mais aussi les garnisons des autres forts et la population marseillaise. Le maire rassemble aussitôt le conseil général de la commune et celui-ci mande trois de ses membres, Jean-François Lieutaud, Étienne Chompré et Antoine Brémond-Julien, au fort Notre-Dame pour rendre sa liberté à la garnison et dresser un procès-verbal officialisant la reconnaissance de la prise du fort par la municipalité.

### La prise du fort Saint-Nicolas
Après s'être répandue dans les rues en manifestant sa joie à l'annonce de la prise du fort de Notre-Dame de la Garde, la foule s'attroupe ensuite devant les deux autres forts encore aux mains des forces royales.
La prise du fort Saint-Nicolas se fait également de manière pacifique. Le commandant de la forteresse, de Laroque, répond d'abord à une première réquisition qu'il est tenu d'en référer avant toute décision au marquis de Miran. Devant une deuxième réquisition pour laquelle le conseil général de la commune s'est transporté au grand complet sur place, il capitule à la mi-journée, avec l'accord de la majorité de ses officiers qui craignent la défection de leurs troupes. Les portes du fort sont ouvertes et les gardes nationaux peuvent défiler en ordre devant le maire et l'état-major du régiment de Vexin, le drapeau tricolore étant arboré sur le donjon.

### La prise du fort Saint-Jean
La situation est bien différente au fort saint-Jean où la municipalité et la garde nationale rencontrent une plus grande résistance. Le commandant de Calvet prend des mesures de défense, mais affaibli par la défection du régiment de Vexin formant la garnison, il finit lui aussi par capituler. Toutefois, l'attitude menaçante des officiers, notamment du major de Beausset, laisse présager le pire. La foule et la garde nationale envahissent le fort et fraternisent avec les soldats de Vexin.

### La journée du1ermai 1790 et la mort du major de Beausset
Après avoir reçu une lettre du marquis de Miran qui la somme « de faire rendre le fort de Notre-Dame-de-la-Garde aux troupes de Sa Majesté et de prévenir toute entreprise contre les autres forts », et à laquelle elle ne répond pas, la municipalité prend une délibération qui enjoint aux commandants militaires de livrer les armes conservées dans les magasins des forts pour en pourvoir la garde nationale. Au fort Saint-Nicolas, le commandant de La Roque se montre coopératif et remet sans difficulté aux officiers municipaux Lieutaud et Pascal 3 000 fusils qui sont immédiatement transportés à l'hôtel de ville.
En revanche, les choses se gâtent au fort Saint-Jean où la commune a dépêché Chompré, Mathieu Blanc-Gilli et Auguste Mossy pour diriger l'opération. Le major de Beausset fait, comme la veille, des difficultés. Il estime que les commandant de La Roque et Calvet sont des "jean foutre" et s'oppose formellement à toute sortie d'armes. Il sait pouvoir compter sur ses officiers, notamment Somis pour le génie, et Berlier pour l'artillerie. Pour empêcher la foule, qui a suivi les députés, de pénétrer à l'intérieur, il donne l'ordre de lever le pont-levis. Pour la deuxième fois, les soldais de Vexin refusent d'obéir. Le peuple, croyant que le major de Beausset a voulu attenter à la liberté ou à la vie de ses commissaires, pénètre en masse dans le fort, s'empare de sa personne et, malgré la garde nationale qui essaie de le protéger, le massacre. Sa tête est ensuite promenée au bout d'une pique par toute la ville.
Quant au régiment de Vexin, qui par son attitude au fort Saint-Jean a gagné les faveurs du peuple marseillais, il « se répandit dans ville où on le fit boire, manger, chanter et danser pendant presque toute une journée ». On les conduit même au club de la rue Thubaneau, où Antoine Brémond-Julien leur fait une allocution patriotique.

## Symbolique de la prise des forts marseillais
L'importance stratégique des forts marseillais, leur rôle militaire et répressif étaient tout à fait relatifs. Mais il en est tout autrement du point de vue symbolique et du rôle que l’événement représente dans la perception sociale de la ville.
Le ressentiment des Marseillais envers les forts Saint-Nicolas et Saint-Jean avait en effet une origine historique. C'était pour discipliner cette cité orgueilleuse et turbulente, et qui en plus avait pris parti contre le roi au moment de la Fronde, que Louis XIV avait ordonné l'occupation militaire de Marseille et la construction des deux forts. Comme le rappelle Antoine Brémond-Julien dans son intervention à l'Assemblée nationale du 30 mai 1790 : « cette citadelle, loin de protéger les citoyens, ne fut élevée que pour les asservir, puisque toutes les batteries menacent la ville »
C'était d'ailleurs aussi l'avis de Vauban sur le fort Saint-Nicolas lorsqu'il écrit après sa première visite à Marseille en 1671 : « C'est l'assemblage le plus magnifique de tout ce qui a jamais passé d'extravagant par la tète des plus méchants ingénieurs du monde. Si le fort a été fait pour être dirigé contre la ville, rien de mieux et la moitié moins y aurait suffi. Mais s'il a été fait pour autre chose, on ne s'explique pas que l'on n'ait point utilisé prés de à un lieu-fort appelé Tète-de-More où pour 200.000 écus, on aurait fait une place imprenable ». En 1701, Vauban avaient proposé des modifications pour rendre le fort un peu plus utile à la défense de Marseille, mais elles ne sont pas réalisées.
La prise des forts témoigne également de la volonté des patriotes marseillais d'être enfin considérés comme partie prenante de la grande révolution nationale et de se hausser à la hauteur des révolutionnaires parisiens.
En témoigne la parallélisme fait immédiatement entre la prise des forts marseillais et la prise de la Bastille, parallélisme qui est par la suite au centre des justifications apportées par les représentants de la commune marseillaise pour défendre leur cause devant le gouvernement et l'Assemblée nationale, et qui devient aussi le corpus d'une vingtaine de brochures, proches des milieux populaires et diffusées tant à Marseille que dans la capitale, dont le style et l'imagerie qui les accompagnent reprennent, en les amplifiant, les principaux thèmes de la mythologie « bastillaise » : complot aristocratique (représenté à Marseille par la malfaisance des forts), patriotisme des gardes français (ici, il s'agira du régiment de Vexin), trahison du gouverneur de Launay (représenté à Marseille par le major de Beausset), de sa juste punition par les insurgés, des vertus des vainqueurs et de la démolition de la forteresse. Les récits faits par certains narrateurs de la prise des forts sont tellement fabuleux que même Camille Desmoulins est obligé d'avouer dans « les Révolutions de la France et du Brabant » qu'« il avoit infiniment d'exagérations ».
En témoignent aussi les correspondances que le club des amis des droits de l'homme de Paris (club des Cordeliers) adressent le 16 mai à la municipalité de Marseille et le 28 juin à la garde nationale de Marseille pour les féliciter et leur exprimer toute sa solidarité. La municipalité répond le 14 mai et la garde nationale le 16 juillet que l'hommage est d'autant plus accepté qu'ils n'ont fait que suivre l'exemple donné par Paris et les héros de la Bastille.

## La démolition des forts
Informé par le marquis de Miran, puis par la commune de Marseille, Saint-Priest saisit le roi et l'Assemblée nationale à propos des événements de Marseille.
La réaction ne se fait pas attendre et la municipalité marseillaise reçoit coup sur coup une lettre de Saint-Priest, un décret de l'Assemblée nationale du 17 mai 1790 et l'ordre ferme du roi d'évacuer les forts. Son attitude est vivement blâmée. « Le roi, Messieurs », écrit le ministre, « à la date du 10 mai, était déjà informé de la surprise du fort de Notre-Dame-de-la-Garde et de l'occupation de la citadelle et du fort Saint-Jean ; mais Sa Majesté ne se serait pas attendue qu'au lieu d'excuser ces coupables démarches vous les représentiez comme dignes d'éloges ». De son côté, l'Assemblée nationale, « profondément affligée des désordres qui ont eu lieu dans plusieurs endroits du royaume et notamment dans la ville de Marseille, charge son président de se retirer vers le roi pour remercier Sa Majesté des mesures qu'il a prises, tant pour la recherche des coupables que pour la réparation des excès commis ». Enfin, le roi, en même temps qu'il donne l'ordre au régiment suisse d'Ernest de remplacer dans les forts le régiment de Vexin, « mande et ordonne aux officiers municipaux qu'ils aient à faire évacuer par la garde nationale les trois citadelles et à les remettre aux troupes réglées ».
La municipalité marseillaise trouva somme toute logique la conduite du gouvernement, sachant que le pouvoir royal, qui avait cette fois pour lui les apparences du droit, fait opposition aux réformes quand il est en position de force. Ce qu'elle avait du mal à accepter, par contre, c'était l'attitude de l'assemblée nationale se retranchant dans cette affaire derrière le pouvoir exécutif qu'elle est pourtant normalement chargée de contenir. Ainsi, ce qui avait été accompli à Paris dans le sang lors de la prise de la Bastille et régularisé officiellement par la suite, ne serait pas accordé à Marseille.
En fait, le décret de l'assemblée nationale était le résultat d'un long débat tenu à ladite assemblée le 11 mai au cours duquel Antoine Castelanet et Mirabeau avaient essayé, malgré la pression exercée par Saint-Priest sur les députés, de contenir les virulentes attaques de d'André contre la municipalité marseillaise.
Le Conseil général de la commune décida alors de répondre par une délibération particulièrement pugnace prise le 17 mai. Elle y considérait d'une part que si l'attitude de la garde nationale de Marseille au moment de la prise des forts était condamnable sur la forme, elle ne l'était pas sur le fond et d'autre part qu'elle n'avait agi pour ce qui la concernait que par souci de préserver la tranquillité publique et pour éviter de possibles excès dans le cas où la volonté populaire aurait été réprimée. Quant aux décrets transmis par de Saint-Priest, la municipalité avait constaté que le ministre, dans sa précipitation à sévir contre Marseille, avait oublié de les faire revêtir de la sanction royale. Profitant de ce vice de forme, elle les considérait comme nuls et non avenus. En même temps, la municipalité décidait de mandater Brémond-Julien et Le Roi d'Ambleville pour défendre sa position devant l'assemblée nationale.
C'est alors que le peuple inquiet de la situation et craignant que les citadelles ne soient réoccupées par les armées royales, décida d'entreprendre la démolition des forts en commençant par le fort Saint-Nicolas dans la nuit du 17 au 18 mai. Ni la troupe, ni la garde nationale ne s'y opposèrent. Après le fort Saint-Nicolas les démolisseurs s'attaquèrent au fort Saint-Jean.
Si la municipalité tenta officiellement de s'opposer à la démolition des forts, il faut reconnaître que dans les faits, elle le fera assez mollement, non seulement parce que cette destruction était devenue la cause des patriotes et du peuple marseillais, mais aussi parce qu'elle correspondait à des propositions qu'elle avait avancées précédemment. Tout au plus se contenta-t-elle de chercher à l'encadrer en autorisant, dans sa séance du 18 mai, le peuple à poursuivre la démolition des batteries dirigées contre la ville à condition de ne pas toucher à celles qui regardaient sur la mer. Elle fit ressortir également que l'opération devait être conduite avec méthode, de façon à ne pas combler le port, ce qui nuirait fatalement au commerce. C'est à cet effet qu'elle confia le travail de surveillance du chantier à Jean-François Lieutaud qui avait été élu le 4 mai commandant de la Garde nationale en remplacement du chevalier de Greling, démissionnaire à la suite de la prise des forts.
Lorsque les députés de la commune de Marseille arrivent à Paris le 27 mai, la nouvelle de la démolition des forts vient de parvenir dans la capitale. Le 18 mai, devant l'Assemblée nationale, Saint-Priest accable une nouvelle fois la ville de Marseille et peu s'en faut que l'Assemblée nationale n'appelle à sa barre le corps municipal tout entier. Néanmoins, grâce à la puissante intervention de Mirabeau, l'affaire est simplement renvoyée au comité des rapports, et l'assemblée se contente de rendre un décret pour suspendre la démolition. Tandis que ses représentants sont reçus avec beaucoup d'intérêt par l'Assemblée nationale le 30 mai, le décret de cette même assemblée arrive à Marseille, avec la sanction royale cette fois. La mort du major de Beausset étant passée sous silence, toute la partie des forts Saint-Nicolas et Saint-Jean regardant la ville ayant été démantelée, la municipalité n'a aucun mal à décider d'arrêter la démolition des forts, en même temps qu'elle adresse à l'Assemblée nationale les témoignages de sa « soumission la plus complète » et renouvelle son adhésion à la Constitution.
Quant au comité des rapports de l'Assemblée nationale, où Mirabeau se retrouve seul face à La Fayette, La Rochefoucault et d'André, il ne résout rien et est rapidement abandonné.